# سيرجي سيفكو
سيرجي سيفكو (7 يونيو 1940 – 10 نوفمبر 1966) هو ملاكم من الاتحاد السوفيتي راحل، مثّل بلاده في الألعاب الأولمبية الصيفية 1960 وحقق الميدالية الفضية في فئة وزن الذبابة.

## روابط خارجية
سيرجي سيفكو على موقع أوليمبيديا (الإنجليزية)